# سوسک‌های شاخ‌گوزنی
سوسک‌های شاخ‌گوزنی (به لاتین: Lucanus) یک سرده از خانوادهٔ سوسکان گوزنی است. شصت و یک گونه در این سرده جای دارند.